# Psarocolius bifasciatus
Psarocolius bifasciatus е вид птица от семейство Трупиалови.

## Разпространение
Видът е разпространен в Боливия, Бразилия, Венецуела, Еквадор, Колумбия и Перу.